# France (film, 2021)
Pour les articles homonymes, voir France (homonymie).
Pour plus de détails, voir Fiche technique et Distribution.
France est un film belgo-italo-germano-français réalisé par Bruno Dumont, sorti en 2021.
Le film met en scène la vie d'une journaliste vedette de la télévision, prise dans une spirale d'événements qui entraîneront sa chute. Entre drame et comédie, France cherche à mettre en parallèle la crise intime et publique d'une jeune femme avec un tableau de la France contemporaine. Le film se veut notamment une satire du traitement de l’information par les chaînes télévisées.

## Synopsis
France de Meurs est la journaliste vedette d'une télévision française privée. Elle tient le rôle d'une star de l'information sur la chaîne grâce à son charme et ses reportages percutants sur des zones de guerre. Cependant on constate en voyant l'envers des prises de vues sur place que son souci n'est pas uniquement la stricte vérité journalistique mais la mise en scène de séquences qui la mettent en valeur. Elle est constamment poussée dans ce sens par Lou son assistante d'un cynisme affligeant. Elle est mariée à Fred et a un fils, Jojo, mais ses relations avec eux sont très tendues, son travail occupant l'essentiel de son temps.
Un matin, alors qu'elle conduit son fils à l'école, elle renverse un jeune homme, livreur à scooter. L’événement est aussitôt exploité par les réseaux sociaux et elle se rend compte de la grande fragilité de sa popularité. Elle est sincèrement affectée par le sort de Baptiste qu'elle a envoyé à l'hôpital, va lui rendre visite et décide d'aider sa famille contre l'avis de son mari. Elle sombre alors dans une dépression et décide de quitter l'antenne. Elle part en Bavière dans un centre de ressourcement au cœur des montagnes enneigées où elle rencontre Charles Castro un jeune homme en cure qui la séduit, elle s'aperçoit finalement que c'est un journaliste sans scrupules qui l'a piégée pour faire un reportage sur elle. Bien que le jeune homme lui dise être réellement tombé amoureux d'elle, elle le rejette violemment.
De retour à Paris, elle reprend son poste sur la chaîne, subissant le harcèlement de Charles qui se meurt d'amour pour elle. Elle n'est pas vraiment guérie de sa dépression. La mort de son mari et de son fils dans un accident de voiture l'accable encore un peu plus mais étrangement, après avoir touché le fond, elle se rend compte que ses problèmes précédents étaient plutôt dérisoires et se rapproche de Charles qui est peut-être le seul qui l'aime sincèrement.

## Fiche technique
Sauf indication contraire, les informations mentionnées dans cette section peuvent être confirmées par les bases de données cinématographiques IMDb et Unifrance,  présentes dans la section « Liens externes ».
- Titre original : France
- Titre de travail : Par un demi-clair matin
- Réalisation et scénario : Bruno Dumont, d'après Par ce demi-clair matin de Charles Péguy[3]
- Musique : Christophe[4] d'après Le désastre des eaux claires[5] de Sabine Happard
- Décors : Erwan Le Gal
- Costumes : Alexandra Charles
- Photographie : David Chambille
- Montage : Nicolas Bier
- Production : Rachid Bouchareb, Jean Bréhat et Muriel Merlin
- Coproduction : Dorothe Beinemeier
- Sociétés de production : 3B productions ; Red Balloon Film, Tea Time Film, Ascent Film, Scope Pictures, Arte France Cinéma ; avec le soutien du ministère de la Culture italien et de Pictanovo[6],[7]
- SOFICA : Cinémage 14, Sofitvciné 7
- Sociétés de distribution : ARP Sélection[8] (France) ; Adok Films (Suisse romande), K-Films Amérique (Québec)
- Budget : 5,68 millions d'euros
- Pays de production :  France,  Allemagne,  Italie et  Belgique[6]
- Langue originale : français
- Format : couleur
- Genre : comédie dramatique
- Durée : 134 minutes
- Dates de sortie :
  - France : 15 juillet 2021 (Festival de Cannes)[9] ; 25 août 2021 (sortie nationale)
  - Suisse romande : 25 août 2021
  - Québec : 5 novembre 2021
  - Belgique : 17 novembre 2021

## Distribution
Sauf indication contraire, les informations mentionnées dans cette section peuvent être confirmées par la base de données cinématographiques IMDb,  présente dans la section « Liens externes ».
- Léa Seydoux : France de Meurs
- Blanche Gardin : Lou
- Benjamin Biolay : Fred de Meurs
- Emanuele Arioli : Charles Castro
- Gaëtan Amiel : Joseph de Meurs
- Jawad Zemmar : Baptiste
- Marc Bettinelli : Lolo
- Alfred de Montesquiou : Alex
- François-Xavier Ménage : lui-même (journaliste I)
- Omar Ouahmane	: lui-même (journaliste)
- Xavier Lagarde : l'invité politique I
- Josepha Laroche : la présidente de la fondation humanitaire
- Fabienne Jacob : la femme aux toilettes lors de la soirée
- Vincent Hugeux : le général de Lavoisière
- Juliane Köhler : Madame Arpel

## Production
Le film s'intitule initialement Par un demi-clair matin, d'après l'œuvre Par ce demi-clair matin de Charles Péguy,,.
Bruno Dumont décrit son film comme « une méditation sur les médias d'aujourd'hui, à la fois sur un plateau et sur le théâtre des opérations. Beaucoup de gens bien dans le journalisme sont pris par un système qui les broie totalement. Comment se fait-il que des gens aussi intelligents en arrivent à considérer aussi peu le public pour faire des choses aussi vulgaires ? C'est une aliénation du public sous prétexte du divertissement. »

### Tournage
Le tournage débute en octobre 2019. Chose assez rare, l'équipe est autorisée à tourner au sein du palais de l'Élysée. Il se déroule également sur la côte d'Opale, dans les Hauts-de-France, ainsi qu'en Bavière (Allemagne) et dans les Pouilles et Basilicate (ville fantôme de Craco) en Italie,.

### Séquence pré-générique
Celle-ci se déroule devant le palais de l'Élysée, dans la cour d'honneur et dans le salon de réception, lors d'une conférence de presse du président Emmanuel Macron. Bien que celui-ci figure dans le film et semble dialoguer avec les protagonistes, le générique de fin précise que le président de la République n'a pas participé au tournage du film et que cette séquence a été réalisée grâce à un montage d'images d'archive.

## Accueil

### Sortie
La sortie du film est retardée en raison de la pandémie de Covid-19. Le film, initialement connu sous le titre Par un demi-clair matin, est plus tard officiellement renommé France.

### Accueil critique
En France, le site Allociné recense une moyenne des critiques presse de 3,3/5, quand les spectateurs de SensCritique lui attribuent une note moyenne de 5,9/10.

### Box-office
| Pays ou région | Box-office      | Date d'arrêt du box-office | Nombre de semaines |
| -------------- | --------------- | -------------------------- | ------------------ |
| France         | 138 702 entrées | 5 octobre 2021             | 6                  |
| Total mondial  | 1 127 423 $     | -                          | -                  |

## Distinctions

### Nomination
- César 2022 : Meilleure actrice pour Léa Seydoux

### Sélection
- Festival de Cannes 2021 : en compétition officielle

### Documentation
- Olivier Père, « ARTE France Cinéma coproduit les prochains films de Philippe Faucon, Bruno Dumont et Rafi Pitts », sur arte.tv, 29 janvier 2019